# Susan Howard
Susan Howard, pseudonimo di Jeri Lynn Mooney (Marshall, 28 gennaio 1944), è un'attrice, scrittrice e sceneggiatrice statunitense, impegnata anche in politica.
È conosciuta in Italia soprattutto per il ruolo di Donna Culver-Krebbs, la moglie di Ray Krebbs in Dallas, personaggio che interpretò dal 1979 fino al 1987. In precedenza si fece conoscere nei panni di Maggie Petrocelli nella serie TV Petrocelli (1974-1976), ruolo che le valse la candidatura agli Emmy Awards e ai Golden Globe come miglior attrice.

## Biografia
Susan Howard esordì come attrice nel 1967 e prese parte a molte serie televisive come Tarzan (1968), Star Trek (1968), Strega per amore (1968-1969), Il virginiano (1969), per poi essere protagonista della serie poliziesca Petrocelli, in cui interpretò Maggie Petrocelli, ruolo ripreso anche nel film-pilota L'accusa è omicidio, Petrocelli (1974) e che le fece ottenere una candidatura agli Emmy Awards (1976) e ai Golden Globe (1976), come miglior attrice.
Nel corso della sua carriera partecipò a molte serie televisive come Colombo (1972), Agenzia Rockford (1976), Love Boat (1980) e altre. In campo cinematografico fu protagonista di numerosi film, alcuni anche par la televisione, come Quarantena (1970), Operazione Superdome (1978), e Sciacalli si muore (1980).
Nel 1979 divenne molto famosa grazie al celebre serial Dallas, nella parte di Donna Krebbs, scrittrice di best seller che si innamora del cowboy Ray e ne diventa la prima moglie. I due sono molti diversi nel loro stile di vita e, per questo fatto, dovranno affrontare molte crisi. Nel 1987 la Howard si oppose a quanto i produttori della serie stavano pensando per il suo personaggio, cioè affrontare un aborto, e l'attrice fu così licenziata dopo otto anni di successo. 
Conclusa la serie, la Howard si ritirò quasi definitivamente dalla scene, eccetto un ritorno nel 1993, anno in cui fu tra i protagonisti del film Come the Morning, suo ultimo lavoro come attrice. Partecipò a molti programmi televisivi come ospite per ricordare la sua esperienza in Dallas, con il resto del cast, la più recente nel 2010.

## Vita privata
Susan Howard si sposò due volte, nel 1962 e nel 1974, ed ebbe un figlio dal primo marito.

## Filmografia parziale

### Cinema
- Sidewinder 1, regia di Earl Bellamy (1977)
- Sciacalli si muore (Moonshine County Express), regia di Gus Trikonis (1977)
- Come the Morning, regia di Michael O. Sajbel (1993)

### Televisione
- Amore in soffitta (Love on a Rooftop) – serie TV, episodio 1x07 (1966)
- Iron Horse – serie TV, episodi 1x23-2x08 (1967)
- Tarzan – serie TV, episodio 2x26 (1968)
- Star Trek – serie TV, episodio 3x07 (1968)
- Strega per amore (I Dream of Jeannie) – serie TV, 2 episodi (1968-1969)
- La pistola silenziosa (The Silent Gun), regia di Michael Caffey – film TV (1969)
- Il virginiano (The Virginian) – serie TV, episodio 8x03 (1969)
- Bonanza – serie TV, episodio 11x07 (1969)
- La terra dei giganti (Land of the Giants) – serie TV, 1 episodio (1969)
- Sui sentieri del West (The Outcasts) – serie TV, episodio 1x14 (1969)
- Quarantena (Quarantined), regia di Leo Penn – film TV (1970)
- Mod Squad, i ragazzi di Greer (The Mod Squad) – serie TV, 1 episodio (1971)
- Missione impossibile (Mission: Impossible) – serie TV, 1 episodio (1972)
- Medical Center – serie TV, 1 episodio (1972)
- Colombo (Columbo) – serie TV, episodio 2x03 (1972)
- Savage, regia di Steven Spielberg – film TV (1973)
- Marcus Welby (Marcus Welby, M.D.) – serie TV, 2 episodi (1973)
- Petrocelli – serie TV, 44 episodi (1974-1976)
- Indict and Convinct, regia di Boris Sagal – film TV (1974)
- L'accusa è omicidio, Petrocelli (Night Games), regia di Don Taylor – film TV (1974)
- La città degli angeli (City of Angels) – serie TV, 1 episodio (1976)
- Agenzia Rockford (The Rockford Files) – serie TV, 1 episodio (1976)
- Squadra Most Wanted (Most Wanted) – serie TV, 2 episodi (1977)
- Barnaby Jones – serie TV, 2 episodi (1973-1977)
- Killer a bordo (Killer on Board), regia di Philip Leacock – film TV (1977)
- Alla conquista dell'Oregon (The Oregon Trail) – serie TV, episodio 1x09 (1977)
- Operazione Superdome (Superdome), regia di Jerry Jameson – film TV (1978)
- Dallas – serie TV, 198 episodi (1979-1987)
- The Power Within, regia di John Llewellyn Moxes – film TV (1979)
- Love Boat (The Love Boat) – serie TV, 1 episodio (1980)

## Riconoscimenti
Golden Globe
Nomination:
- Miglior attrice non protagonista in una serie drammatica, per [Petrocelli (1976)

Emmy Awards
Nomination:
- Miglior attrice non protagonista in una serie drammatica, per Petrocelli (1976)

Soap Opera Digest Awards
Vinti:
- Miglior attrice non protagonista in una soap-opera, per Dallas (1986)

Nomination:
- Miglior attrice non protagonista in una soap-opera, per Dallas (1988)

TV Land Awards
Vinti:
- Premio alla carriera televisiva, (2006)